# Ringling (Oklahoma)
Ringling es un pueblo ubicado en el condado de Jefferson en el estado estadounidense de Oklahoma. En el año 2010 tenía una población de 1037 habitantes y una densidad poblacional de 518,5 personas por km².

## Geografía
Ringling se encuentra ubicado en las coordenadas 34°10′41″N 97°35′35″O / 34.17806, -97.59306 (34.178094, -97.593182).

## Demografía
Según la Oficina del Censo en 2000 los ingresos medios por hogar en la localidad eran de $19,674 y los ingresos medios por familia eran $29,219. Los hombres tenían unos ingresos medios de $28,333 frente a los $14,063 para las mujeres. La renta per cápita para la localidad era de $13,003. Alrededor del 24.0% de la población estaban por debajo del umbral de pobreza.